# 吉野町西条
吉野町西条（よしのちょうさいじょう）は、徳島県阿波市の大字。2010年10月1日現在の人口は4,318人、世帯数は1,572世帯。郵便番号は〒771-1402。

## 地理
阿波市の南東部に位置。南は吉野川を境に吉野川市、東は板野郡上板町、吉野町五条、西は吉野町柿原、北は土成町宮川内、土成町高尾に接する。
商店街は阿波九城のひとつである西条城址の町口にあり、付近には阿波市立一条小学校や吉野郵便局などがある。

### 河川
- 吉野川
- 宮川内谷川
- 蛇池川

### 小字
| - 井ノ元 - 江崎 - 大井 - 大内 - 大牛 - 大千田 - 大西 | - 大野神 - 大柳 - 岡ノ川原 - 岡ノ元 - 折口 - 亀田 - 北須賀 | - 庄境 - 蛇池 - 橘池 - 地免 - 築地 - 堤外 - 出口 | - 出屋敷 - 床石 - 中小路 - 中西 - 西姥御前 - 西大竹 - 野田原 | - 原市 - 原田 - 東姥御前 - 東大竹 - 東須賀 - 蛭池 - 藤原 | - 堀切 - 町口 - 宮ノ前 |  |

## 歴史
- 2005年（平成17年）4月1日 - 板野郡吉野町が土成町・阿波郡市場町・阿波町と合併して阿波市となり、住所表記は「板野郡吉野町西条」から「阿波市西条」となる。
- 2007年（平成19年）1月1日 - 住所表記に「吉野町」が復活し、現在の表記となる。

## 施設

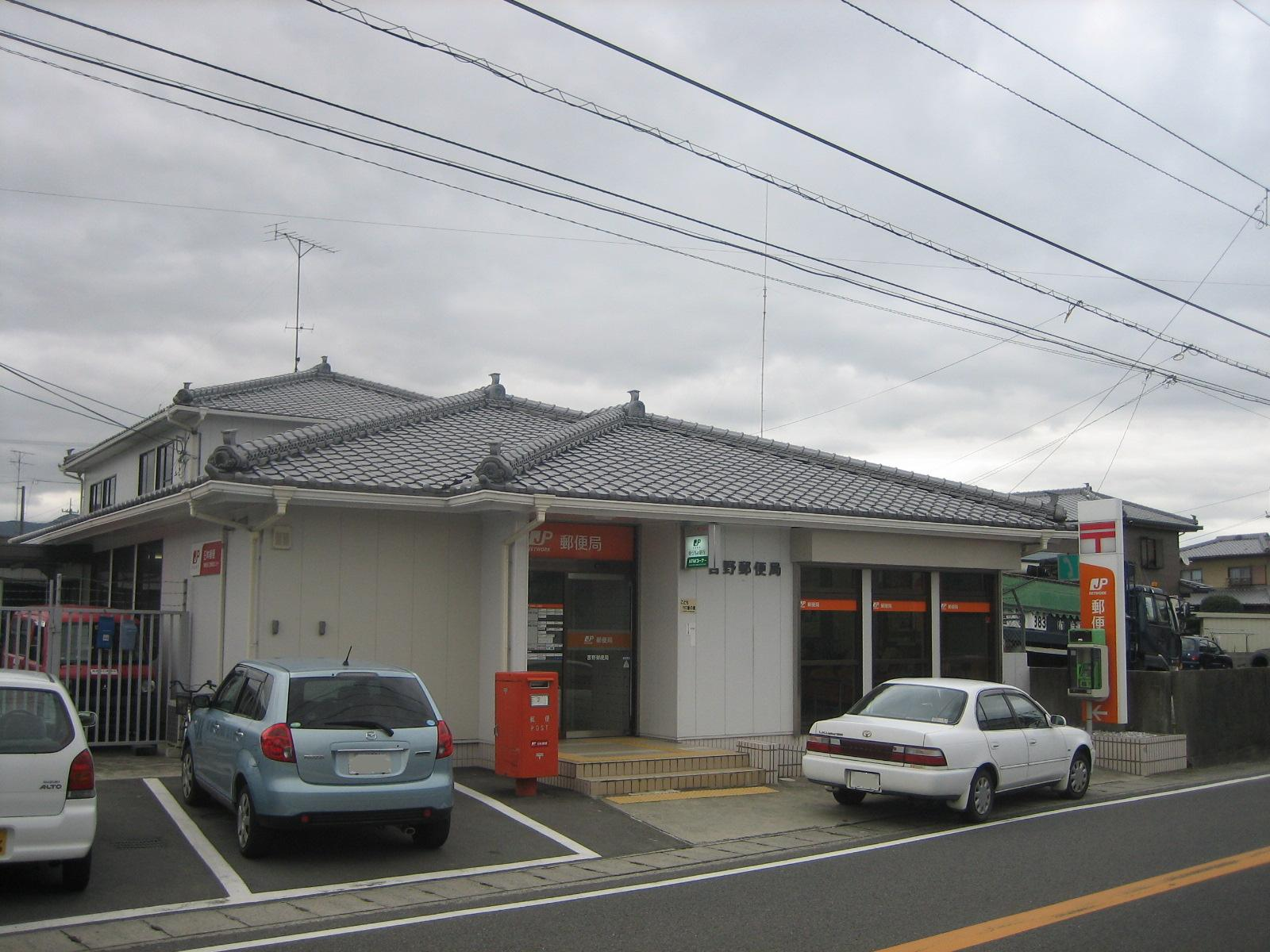
吉野郵便局

- 吉野郵便局
- 阿波市立一条小学校
- 吉野ウォーターパーク
- 一條神社
- 西条城址

## 交通

### 道路
都道府県道
- 徳島県道12号鳴門池田線
- 徳島県道14号松茂吉野線
- 徳島県道15号徳島吉野線
- 徳島県道235号宮川内牛島停車場線

### 橋梁
- 西条大橋 - 吉野川。徳島県道235号宮川内牛島停車場線。